# ボギスラウ・フォン・ボーニン
ボギスラウ・オスカー・アドルフ・フルヒテゴット・フォン・ボーニン（Bogislaw Oskar Adolf Fürchtegott von Bonin:1908年1月17日、ポツダム生 - 1980年8月13日、ハノーファー近郊のレーアテ没）は、元ドイツ国防軍将校でジャーナリスト。

## 初期の経歴
ボーニンは1908年、ブランデンブルク・ポツダムでプロイセン軍将校の父と将軍の娘である母の間に生まれた。1926年、ワイマール共和国軍第4騎兵連隊に入隊。
1927年10月から1928年8月までドレスデンの歩兵学校にて士官教育を受けた。
同期にクラウス・フォン・シュタウフェンベルクやマンフレート・フォン・ブラウヒッチュがいる。1930年に少尉に任官。
1937年から1938年の間、ベルリンの軍事大学にて教育を受け、1938年に参謀本部の一員となった。

## 第二次世界大戦期
開戦すると、西方戦役および東部戦線で従軍、のちにドイツ・イタリア軍団の一員としてアフリカ戦線にも従軍した。
1943年に大佐に昇進し、駐シチリアの第14装甲軍団の参謀となった。
1944年には短期間、第1ハンガリー軍麾下の第56装甲軍団の参謀を務めた。
その後、参謀本部の作戦課の課長を務めた。
1945年1月16日にヴィスワ・オーデル攻勢中、A軍集団へワルシャワからの撤退を許可し、ヒトラーの死守命令を破ったかどで、1945年1月19日にゲシュタポに逮捕される。
彼は最初、フロッセンビュルク強制収容所に移送され、のちにダッハウ強制収容所に移送された。

## 第二次世界大戦後
彼は捕虜となった後、1947年にはフォワーダーとして勤め始めた。のちにはダイムラー・ベンツでも勤務している。
1952年、のちに国防省となるブランク機関の一名に加わり、軍事計画課の課長として、ドイツの欧州防衛共同体への貢献戦略を緻密に完成させた。
しかし、彼はアデナウアー政権と方針を巡って争うようになり、1955年、ドイツ連邦軍の建軍を待たずして除名され、ジャーナリストに転身した。
彼はよりドイツの中立ないし独立性を志向していた。
1980年にハノーファーから東へ17㎞のところにあるレーアテという街でなくなった。

## その他
1933年に結婚し、3人の子をもうけている。（それぞれボギスラウ、ヴェーディヒ、クリスティアン）